# 合一教會
合一教會（英語：United and uniting churches）指基督教兩個或以上的新教教派合一設立的教會。合一成立的原因或形態各有不同，例如：日本的日本基督教團是因第二次世界大戰時制定的宗教團體法而成立。

## 合一教會一覽
- 日本基督教團
- 中国基督教协会系统的中国基督教新教三自愛國教會
- 德國福音教會
- 加拿大聯合教會
- 聯合基督教會
- 澳洲聯合教會
- 法國聯合基督教會[1]

### 引用
1. ↑  .   [2017-09-19]. （原始内容存档于2016-02-16）.